# Mike Ribeiro
Michael „Mike“ Tavares Ribeiro (* 1. Februar 1980 in Montréal, Québec) ist ein ehemaliger kanadischer Eishockeyspieler portugiesischer Abstammung, der im Verlauf seiner aktiven Karriere zwischen 1997 und 2017 unter anderem 1141 Spiele für die Canadiens de Montréal, Dallas Stars, Washington Capitals, Phoenix Coyotes und Nashville Predators in der National Hockey League auf der Position des Centers bestritten hat.

## Karriere
Ribeiro spielte im Juniorenalter bei den Huskies de Rouyn-Noranda in der Ligue de hockey junior majeur du Québec. Beim NHL Entry Draft 1998 wählten ihn die Canadiens de Montréal in der zweiten Runde als 45. Frühzeitig versuchte das Management ihn in der American Hockey League bei den Fredericton Canadiens einzusetzen, doch bald kehrte er in die LHJMQ zurück, wo er 1999 zu den Remparts de Québec wechselte. Zur Saison 1999/2000 wechselte Ribeiro endgültig in den Profibereich, kam aber nur vereinzelt zu Einsätzen bei den Canadiens de Montréal. Meist spielte er im AHL-Farmteam bei den Citadelles de Québec und später bei den Hamilton Bulldogs. Erst in der Saison 2002/03 schaffte er den Durchbruch. Während des NHL-Lockouts in der Saison 2004/05 spielte der Stürmer in Finnland bei den Espoo Blues.
Am 30. September 2006 wurde Ribeiro zu den Dallas Stars transferiert. Im Gegenzug wechselte der finnische Verteidiger Janne Niinimaa nach Montréal. Der Wechsel wurde vollzogen, da die Canadiens zu diesem Zeitpunkt viele gewichtige Ausfälle in der Defensive zu beklagen hatten. In Dallas wurde er zum besten Scorer des Teams in der Saison 2006/07, auch begünstigt durch die zeitweiligen Ausfälle von Spielern wie Mike Modano oder Brenden Morrow. Im Sommer 2007 bekam er als Restricted Free Agent zunächst einen Einjahresvertrag über geschätzte 2,8 Millionen US-Dollar. Mit diesem wäre er nach der Saison 2007/08 wiederum ein Unrestricted Free Agent geworden und hätte seinen Verein komplett frei wählen dürfen. Jedoch verlängerte er seinen Vertrag mit den Dallas Stars am 7. Januar 2008 um fünf Jahre zu 25 Millionen US-Dollar. Am 22. Juni 2012 wurde Ribeiro von den Stars im Tausch gegen Cody Eakin und ein Zweitrunden-Wahlrecht für den NHL Entry Draft 2012 an die Washington Capitals abgegeben.
Im Juli 2013 unterzeichnete Ribeiro einen Vierjahresvertrag bei den Phoenix Coyotes. Jedoch kauften die Coyotes ihn aus den Vertrag bereits im Juli 2014 wieder heraus, aufgrund von Fehlverhaltens seitens Ribeiro. Nachdem die Coyotes ihn im Juli 2014 ausbezahlt hatten, unterzeichnete er wenig später einen Einjahresvertrag bei den Nashville Predators, wo er rund eine Million US-Dollar verdiente. Im folgenden Sommer 2015 unterzeichnete Ribeiro einen neuen Vertrag bei den Predators über sieben Millionen Dollar für zwei Jahre. Während der Saison 2015/16 absolvierte der Kanadier sein 1000. Spiel in der NHL. Im Verlauf seiner dritten Spielzeit in Nashville schickte das Management den Stürmer über den Waiver in die AHL, wo er zuletzt in der Saison 2002/03 gespielt hatte.
Nachdem bald darauf Ribeiros Alkoholsucht öffentlich bekannt wurde, zog sich Ribeiro einige Zeit aus der Öffentlichkeit zurück und trat einem Rehabilitierungsprogramm der NHL bei. Einen Monat später wurde er kurzzeitig in Miami Beach festgenommen. Danach arbeitete er als Trainer von Nachwuchsmannschaften der Nashville Predators.

## Erfolge und Auszeichnungen
| - 1998 CHL Top Prospects Game - 1998 Trophée Michel Bergeron - 1998 Coupe RDS - 1998 Trophée Paul Dumont - 1998 LHJMQ Second All-Star-Team - 1998 LHJMQ All-Rookie Team - 1998 CHL All-Rookie Team | - 1999 Trophée Jean Béliveau - 1999 CHL Top Scorer Award - 1999 LHJMQ First All-Star-Team - 1999 CHL First All-Star-Team - 2002 NHL YoungStars Game - 2008 NHL All-Star Game |

### International
- 2000 Bronzemedaille bei der U20-Junioren-Weltmeisterschaft

## Karrierestatistik

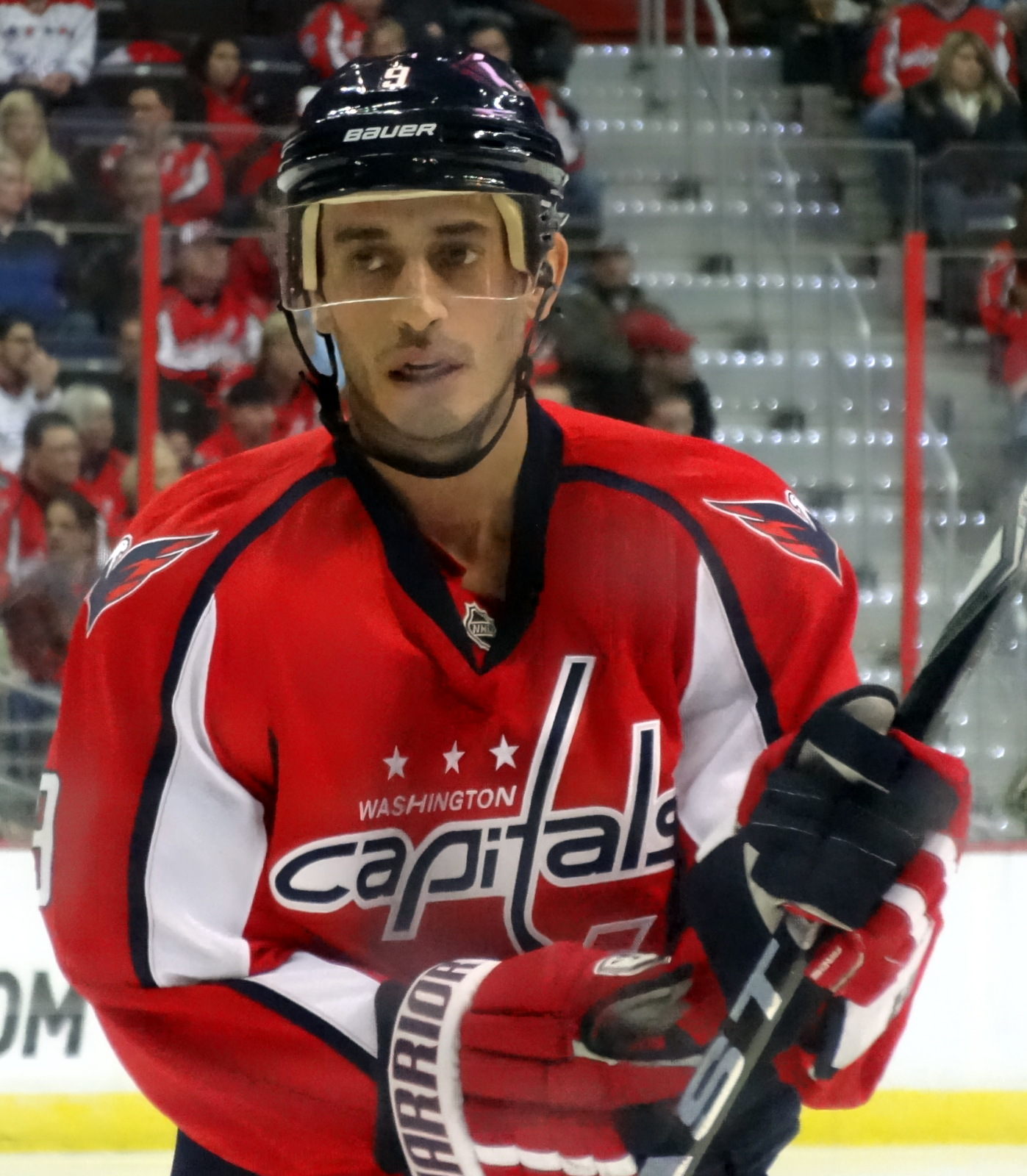
Ribeiro im Trikot der Washington Capitals (2013)

Stand: Ende der Saison 2016/17

### International
Vertrat Kanada bei:
- U20-Junioren-Weltmeisterschaft 2000

(Legende zur Spielerstatistik: Sp oder GP = absolvierte Spiele; T oder G = erzielte Tore; V oder A = erzielte Assists; Pkt oder Pts = erzielte Scorerpunkte; SM oder PIM = erhaltene Strafminuten; +/− = Plus/Minus-Bilanz; PP = erzielte Überzahltore; SH = erzielte Unterzahltore; GW = erzielte Siegtore; 1 Play-downs/Relegation; Kursiv: Statistik nicht vollständig)